# 이른 여름, 슈퍼맨
"이른 여름, 슈퍼맨"은 2001년에 제작한 대한민국의 영화이다.

## 캐스팅
- 우혜빈
- 고창석 : 슈퍼맨 역
- 이정은 : 맛사지남 역